# Réka Benkó
Réka Benkó (8 aprile 1989) è una schermitrice ungherese, specializzata nella sciabola.

## Biografia
Ha conquistato una medaglia di bronzo nella gara di sciabola individuale nei campionati europei di scherma di Kiev del 2008.

## Palmarès
In carriera ha conseguito i seguenti risultati:
- Europei di scherma

Kiev 2008: bronzo nella sciabola individuale.